# پیکو دو مونت نگرو
پیکو دو مونت نگرو (به پرتغالی: Pico do Monte Negro) یک کوه در برزیل است که در ریو گرانده جنوبی واقع شده‌است. پیکو دو مونت نگرو ۱٬۳۹۸ متر بالاتر از سطح دریا واقع شده‌است.